# 舊金山律師公會
舊金山律師公會（Bar Association of San Francisco (BASF)）成立於1872年，是一
非營利性的律師會員組織，為加利福利亞州舊金山法律專業人士提供網絡，教育及公益機會，以便更好地為舊金山市郡社區服務。公會位沙加緬度街與克萊街之間的金融街301號本特利儲備大樓的三樓。本特利儲備大樓名列國家史蹟名錄，原為建於1924年的舊金山聯邦儲備銀行。

## 外部連結
- Official Website for the Bar Association of San Francisco
- Official Website for the Volunteer Legal Service Program